# Альваро Хестідо
Альваро Хестідо (ісп. Álvaro Pelegrín Gestido, нар. 17 травня 1907, Монтевідео — пом. 18 січня 1957, Трейнта-і-Тре) — уругвайський футболіст, захисник, півзахисник.
Насамперед відомий виступами за клуб «Пеньяроль» та національну збірну Уругваю.
У складі збірної — чемпіон світу 1930 та олімпійський чемпіон 1928.  

## Клубна кар'єра
У дорослому футболі дебютував виступами за команду «Чарлі Сольферіно». У цьому клубі свого часу грав і Педро Петроне.
1926 року перейшов до клубу «Пеньяроль», за який відіграв 16 сезонів.  У складі «Пеньяроля» семиразовий чемпіон Уругваю.

## Виступи за збірну
1927 року дебютував в офіційних матчах у складі національної збірної Уругваю. Протягом кар'єри у національній команді, яка тривала 14 років, провів у формі головної команди країни лише 25 матчів.
Третій призер чемпіонату Південної Америки 1929. На турнірі провів один матч, проти збірної Аргентини (поразка 0:2).
Олімпійський чемпіон 1928 року в Амстердамі. На турнірі провів всі п'ять матчів.
На домашньому для уругвайців чемпіонаті світу грав в освовному складі команди. Здобув золоті нагороди.
Помер 18 січня 1957 року на 50-му році життя у місті Трейнта-і-Тре. Старший брат Альваро, Оскар Дієго Хестідо був президентом Уругваю в 1967 році.

## Титули і досягнення
- Чемпіон світу (1): 1930
- Олімпійський чемпіон: 1928
- Чемпіон Уругваю (7): 1928, 1929, 1932, 1935, 1936, 1937, 1938
- Бронзовий призер Чемпіонату Південної Америки: 1929